# چارلز دوما
چارلز دوما (انگلیسی: Charles Dumas; ۱۲ فوریهٔ ۱۹۳۷ – ۵ ژانویهٔ ۲۰۰۴) ورزشکار پرش ارتفاع اهل ایالات متحده آمریکا بود.